# The Destructive Element
The Destructive Element ist ein Album von Harris Eisenstadts September Trio mit Ellery Eskelin und Angelica Sanchez. Die am 29. und 30. September 2012 im Grande Auditorio in Portalegre entstandenen Aufnahmen erschienen am 20. Mai 2013 auf Clean Feed Records.

## Hintergrund
Das September-Trio besteht aus Harris Eisenstadt (Schlagzeug, Komposition), Ellery Eskelin (Tenorsaxophon) und Angelica Sanchez (Klavier). „The Destructive Element“ ist ihr zweites Album nach dem selbstbetitelten Debüt September Trio, aufgenommen 2010.

## Titelliste
- Harris Eisenstadt September Trio – The Destructive Element (Clean Feed CF276CD)[1]

1. Swimming, Then Rained Out 4:23
2. Additives 6:20
3. From Schoenberg, Part One 7:41
4. Back and Forth  7:01
5. Ordinary Weirdness 6:20
6. The Destructive Element 2:36
7. Cascadia 6:48
8. From Schoenberg, Part Two 4:24
9. Here Are the Samurai 4:02

- Alle Kompositionen stammen von Harris Eisenstadt.

## Rezeption
Martin Schray vergab an das Album im Free Jazz Blog 4½ Sterne und schrieb, auf Harris Eisenstadts September-Trio-Album funktioniere die Integration von Eskelins wunderschönem Tenor-Sound in Eisenstadts Kompositionen nahezu perfekt. Ein Element auf diesem Album sind nach Ansicht des Autors Harris Eisenstadts persönliche Vorlieben, die er in die Musik zu übertragen versuche, wie das Lord-Jim-Zitat des Schriftstellers Joseph Conrad im Titelstück, Arnold Schönbergs Avantgarde-Musik in den beiden Teilen von „From Schoenberg“ und seine Vorliebe für Akira Kurosawas Filme in „Here Are the Samurai“. Die beiden Teile „From Schoenberg“ seien die ehrgeizigsten Kompositionen, die Schönbergs „Concerto for Violin and Orchestra“ (op. 36) zitieren, während „Here are the Samurai“ das gesamte Album auf den Punkt bringe. „Eisenstadt, Eskelin und Sanchez beginnen mit einer düsteren Balladenkaskade, dann geht die Melodie mit rollendem Schlagzeug und einer herausfordernden Konfrontation von Saxophon und Klavier weiter, die den Kampf der Samurai mit den Bösen malen“ (egal, ob man Kurosawas Yojimbo oder Die sieben Samurai im Sinn habe). Last but not least sind nach Ansicht Schrays die coolen Jazz-Themen in „Additives“ und „Ordinary Weirdness“, die immer auseinanderfallen, bevor sie die Chance haben, anspruchsvoll zu werden, auch zwei der vielen Highlights dieses Albums.

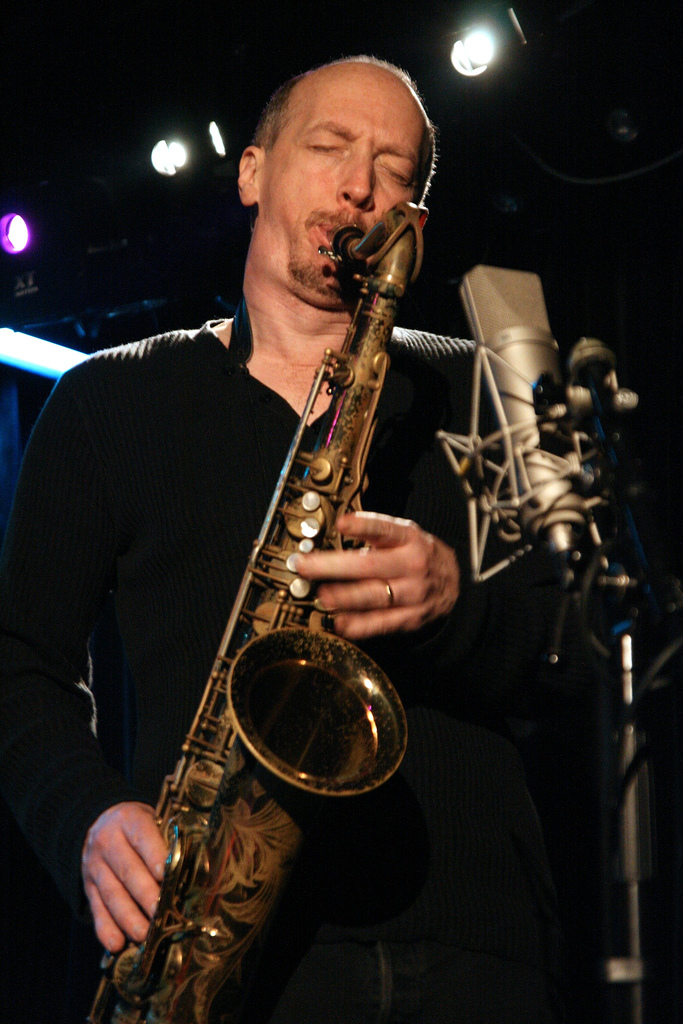
Ellery Eskelin 2ß7

Nach Ansicht von Mark Corroto, der das Album in All About Jazz mit vier Sternen bewertete, sei es nicht so – etwa wegen des Verzichts auf einen Bassisten −, dass die Musik hier unorganisiert oder chaotisch wäre. Eisenstadt sei ein erfahrener und begabter Komponist, der Musik für kleine Ensembles arrangieren könne, wie für sein Quartett Golden State, das kollaborativ geleitete Convergence Quartet oder sein Septett Canada Day (das sich 2012 zu einem Oktett erweiterte). Eisenstadt gelinge es auch, Musik jenseits des Jazz zu schreiben, wie seine beiden Kompositionen „From Schoenberg, Part One“ und „Part Two“, in denen er Zeilen aus dem Konzert des Komponisten für Violine und Orchester entlehnte. Eskelins Tenor-Sound, ähnlich wie der von Archie Shepp, scheine sich immer in einem halbflüssigen Zustand zu befinden. „Eskelin und Sanchez biegen und dehnen zusammen Eisenstadts Stücke und lassen das Komponierte improvisiert erscheinen“.
Glenn Astarita, der das Album ebenfalls in All About Jazz besprach, hob hervor, dass der Schlagzeuger Harris Eisenstadt ein Modernist sei, der vorgefasste Vorstellungen zerstreue, dass die Hauptaufgabe eines Schlagzeugers darin bestehe, die Zeit zu halten und gemeinsam mit einem Bassisten an vorderster Front zu stehen. Mit dieser Aufnahme seines September-Trios verankere er organische Texturen und einen sensiblen, lockeren Groove-Modus, wenn er seine Bandkollegen nicht in strukturierte unisono-Chorusse verwickle. „Eisenstadt vermittelt seine cleveren Call and Response Mechanismen auch beim Stechen mit der Tenorsaxophonistin Ellery Eskelin und der Pianistin Angelica Sanchez. Auch ohne Bsssist schafft es die Band, eine weiträumige Umgebung zu schaffen, die manchmal von bluesigen und launischen „After hours“-ähnlichen Betrachtungen geprägt ist.“
Nach Ansicht von Britt Jobson (JazzTimes) habe Harris Eisenstadt „eine betörende Art, Einfachheit und Raffinesse miteinander zu verbinden, eine Eigenschaft, die im Kontext seines September-Trios am beeindruckendsten erscheint.“  Das kleinste reguläre Ensemble des Schlagzeugers verfüge über zwei dynamische Stilisten, die mit Eisenstadts ungezwungener Komplexität auf derselben Wellenlänge sind, meint Jobson. Ellery Eskelin spiele hier oft auf eine coole, üppige Art und Weise, die liebenswürdig und attraktiv sei, und die Pianistin Angelica Sanchez kann ihre Phrasen mit Fragezeichen und Ausrufezeichen versehen, ohne das geringste Übermaß zu haben. Der Leiter fungiere als rhythmischer Skizzenzeichner – es bestehe dabei keine Notwendigkeit, die Lücke des Bassisten zu füllen, eine Rolle, die gelegentlich Sanchez zukommt – und die am wenigsten aggressive Instrumentalistin in der Gruppe sei, so Jobson.